# 鮫洲運動公園
鮫洲運動公園（さめずうんどうこうえん）は、東京都品川区東大井にある公園。都道420号線、元なぎさ通りに隣接している。通称「鮫洲公園」。

## 概要
北側は子どもたちのアイデアを取り入れられた遊具があり、南側は人工芝で整備された少年野球等の多目的広場がある。

### 施設
- 住所 - 東京都品川区東大井1-4-11
- 公衆トイレあり
- 入口 計5か所

## 近隣施設
- 鮫洲入江広場
- 旧東海道
- 勝島運河
- 東京都立産業技術大学院大学
- 東京工科自動車大学校品川校
- 鮫洲運転免許試験場

## アクセス
- 京急本線 鮫洲駅 徒歩3分
- 京浜本線 青物横丁駅 徒歩5分
- りんかい線 品川シーサイド駅 徒歩9分
- JR京浜東北線・東急大井町線・りんかい線 大井町駅 徒歩13分
- 都営バス「東京工科専門学校前」バス停 徒歩すぐ